# Station Mostar
Station Mostar (Bosnisch: Željeznička stanica Mostar) is een treinstation in de stad Mostar; de grootste stad in het gebied Herzegovina, gelegen in het land Bosnië en Herzegovina. Het station ligt aan de spoorlijn van Sarajevo naar Ploče.
De bouw van het station duurde van 1884 tot 1885. Het station werd geopend in juni 1885, tegelijk met het spoor naar Metkovic.
Vanuit Mostar kon men altijd, met een interruptie tijdens de Joegoslaviëoorlog, naar Ploče aan de Kroatische kust reizen. Van 2015 tot 2017 waren er grootschalige werkzaamheden aan de spoorlijn, waardoor er geen treinen reden langs Mostar. Sinds 2017 is de spoorlijn weer open, maar rijden de treinen standaard niet verder van het in Bosnië en Herzegovina gelegen Capljina. Sinds 2022 rijdt er wel weer in de zomermaanden op vrijdag, zaterdag en zondag wel in beide richtingen een trein naar Ploče.